# Гамада-ель-Хамра

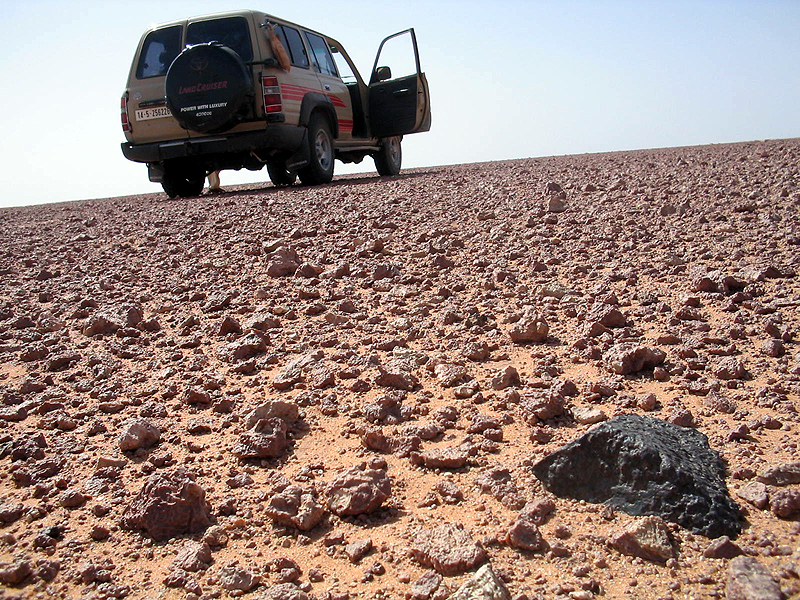
Чорний метеорит серед червоного каміння в пустелі Ель-Хамра

Гамада-ель-Хамра (араб. الحمادة الحمراء, Ель-Хамра, Червона пустеля) — підвищене кам'янисте пустельне плато на півночі Сахари на північному заході Лівії.

## Місцевість
Протяжність 440 на 300 км. Підвищений північний край плато обривається крутим уступом Нефуса (719 м) до рівнини. На південному заході плато підіймається над піщаною пустелею Ідехан.
В пустелі переважають «наскрізь пропечені» ландшафти, позбавлені рослинності, більш посушливі, ніж в пустелі Танезруфт в Центральній Сахарі[джерело?].
Лише в сухих річищах можна зустріти злаки, колючі чагарники та акації.
Автошляхи, що поєднують узбережжя та внутрішні області Лівії, обходять плато на заході та на сході.
Регіон відомий великою кількістю знайдених метеоритів. З 1986 року, відколи почались регулярні пошуки метеоритів, їх знайдено понад 500. Найбільші з них мають масу декілька кілограмів та мають свої назви (пов'язані з місцями, де їх було знайдено) та номерами у відповідних каталогах[джерело?].

## Деякі знайдені метеорити
Загалом, станом на січень 2024 року, було катагогізовано 344 метеорити, які отримали Hammadah al Hamra на честь цього плато. Деякі з них наведені у таблиці:

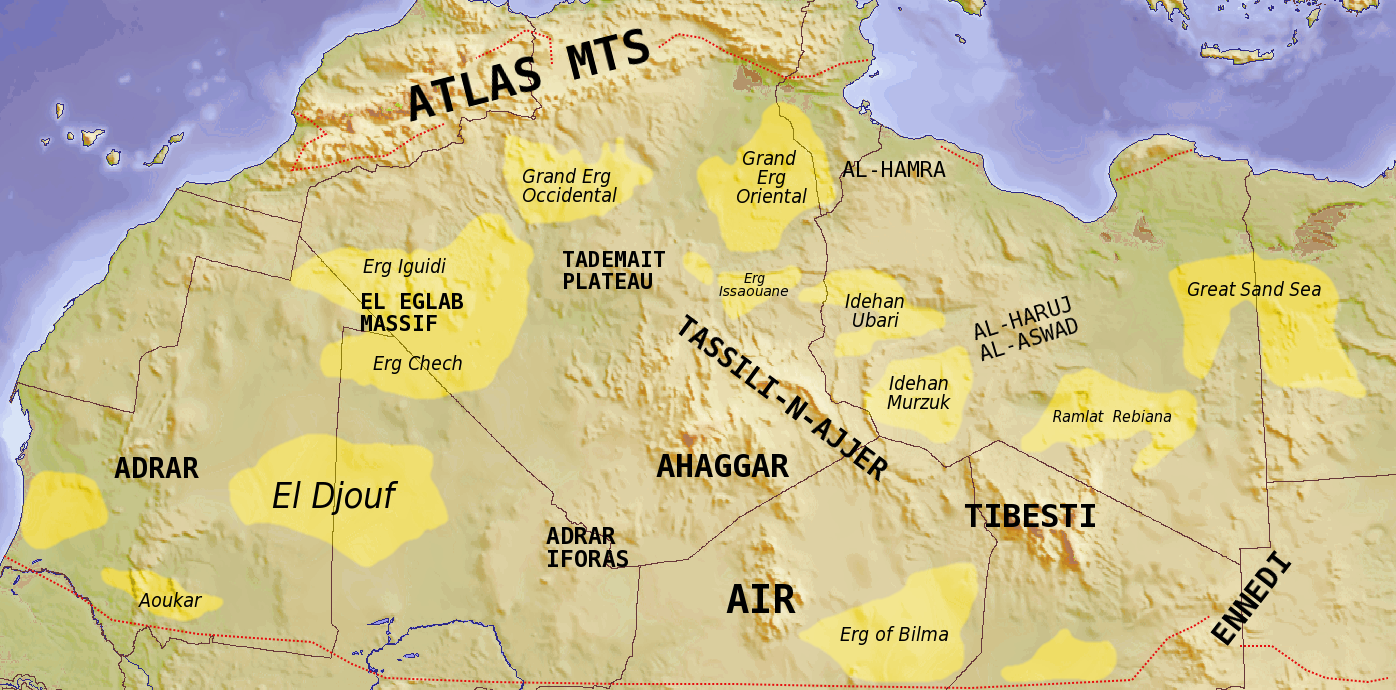
Топографічна карта Сахари

| Номер за каталогом | Тип     | Маса, кг | Рік знахідки | Зображення | Примітки    |
| ------------------ | ------- | -------- | ------------ | ---------- | ----------- |
| 163                | Хондрит | 0.648    | 1995         |            | [ 2 ] [ 3 ] |
| 186                | Хондрит | 1.28     | 1996         |            | [ 4 ] [ 5 ] |
| 173                | Хондрит | 45       | 1966         |            | [ 6 ] [ 7 ] |